# 기체 크로마토그래피

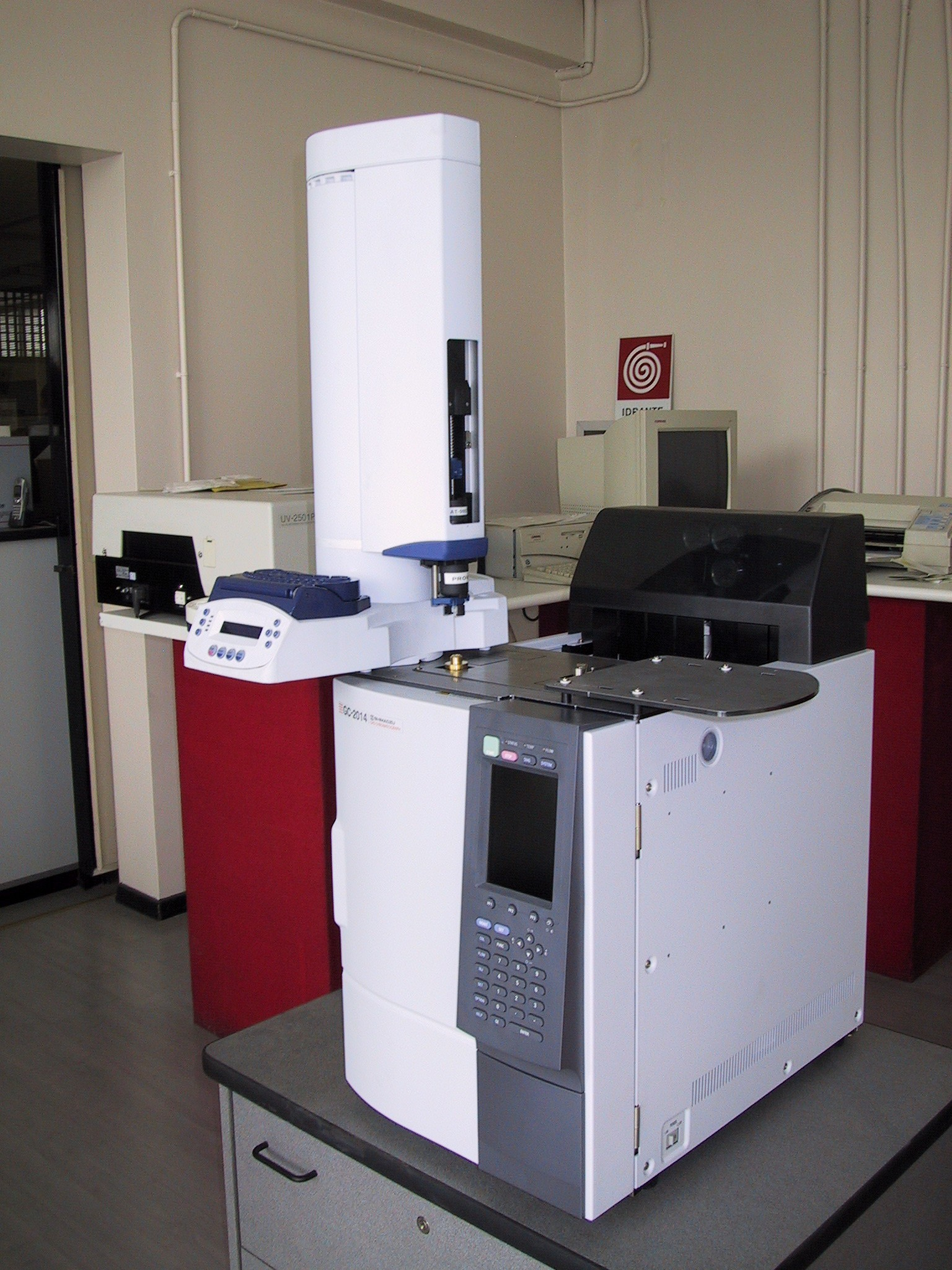
헤드스페이스 샘플러가 있는 기체 크로마토그래피

기체 크로마토그래피(영어: gas chromatography, GC) 또는 가스 크로마토그래피는 분해 없이 기화될 수 있는 화합물을 분리하고 분석하기 위해 분석 화학에서 사용되는 일반적인 유형의 크로마토그래피이다. GC의 일반적인 용도에는 특정 물질의 순도를 테스트하거나 혼합물의 여러 구성 요소를 분리하는 것이 포함된다. 분취 크로마토그래피에서 GC는 혼합물에서 순수한 화합물을 준비하는 데 사용할 수 있다.
기체 크로마토그래피는 증기상 크로마토그래피(VPC) 또는 기체-액체 분할 크로마토그래피(GLPC)라고도 한다. 이러한 대체 이름과 각각의 약어는 과학 문헌에서 자주 사용된다.
기체 크로마토그래피는 일반적으로 운반 기체라고 하는 이동상에 기체 또는 액체 시료를 주입하고 고정상을 통해 기체를 통과시켜 혼합물에서 화합물을 분리하는 과정이다. 이동상은 일반적으로 불활성 기체이거나 헬륨, 아르곤, 질소 또는 수소와 같은 비반응성 기체이다. 고정상은 기둥이라고 하는 유리 또는 금속 튜브 내부의 불활성 고체 지지체에 있는 고체 입자 표면에 있는 점성 액체의 미세한 층이다. 고체 입자의 표면은 일부 컬럼에서 고정상으로 작용할 수도 있다. 기상이 통과하는 유리 또는 금속 컬럼은 기체의 온도를 제어할 수 있는 오븐에 위치하며 컬럼에서 나오는 용리액은 컴퓨터 검출기로 모니터링된다.
일반적으로 가스액체크로마토그래피(gas-liquid chromatography, GLC) 방식이 널리 쓰인다.

## 같이 보기
- 분석화학
- 크로마토그래피
- 고성능 액체 크로마토그래피
- 박층 크로마토그래피